# Princeza Walesa
Princeza od Walesa (velški Tywysoges Cymru), britanska kurtoazni naslov koji nosi supruga princa od Walesa još od vremena prvog "engleskog" princa od Walesa 1283. godine.
Iako je dosad bilo više od deset muških prijestolonasljednika, princeza od Walesa bilo je samo deset. Većina prinčeva od Walesa koji su stupili na prijestolje, oženila se nakon toga. Nekoliko drugih prinčeva umrli su premladi da bi se mogli oženiti.
Žena sadašnjeg Princa od Walesa je Catherine, princeza od Walesa.

## Princeze Walesa
Deset princeza od Walesa (i datumi kada su pojedine od njih nosile naslov) jesu ovim redom:
1. Ivana Kentska (nosila naslov 1361. – 1376.) — postala je udovna princeza kada je njezin muž Edvard, Crni Princ umro kao nasljednik krune prije svog oca kralja Edvarda III.
2. Ana Neville (1470. – 1471.) — putem udaje za Edvarda Lancasterskog, iako ne postoje zapisi da je rabila naslov. Postala je kraljicom kada je njezin drugi muž postao kralj Rikard III. Engleski.
3. Katarina Aragonska (1501. – 1502.) — postala je udovna princeza kada je njezin prvi muž Artur umro kao princ.[1] Preudala se za Arturova mlađeg brata Henrika ubrzo nakon njegova stupanja na prijestolje 1509. pa je postala kraljicom.
4. Karolina od Ansbacha (1714. – 1727.) — postala je kraljicom kada je Juraj II. stupio na prijestolje.
5. Augusta Sasko-Gothska (1736. – 1751.)  — udovna princeza od Walesa nakon što je umro njezin muž Fridrik, princ od Walesa.
6. Karolina od Brunswicka (8. travnja 1795. – 29. siječnja 1820.) — udala se za Jurja, princa Walesa 8. travnja 1795.; postala je kraljicom pri usponu svoga muža Jurja IV. Britanskog na prijestolje. Nakon što su se Karolina i Juraj razdvojili, udaljena je s dvora i muževe krunidbe. Kraljev pokušaj službene rastave od nje temeljem zakonskog prijedloga iz 1820. nije uspio. Kraljica Karolina umrla je 7. kolovoza 1821.
7. Aleksandra Danska (10. ožujka 1863. – 22. siječnja 1901.) — kći kralja Kristijana IX. Danskog, udala se za Alberta Edvarda, princa Walesa i postala princeza od Walesa 10. ožujka 1863.  Pri stupanju njezina muža kao Edvarda VII. Britanskog na prijestolje, postala je 22. siječnja 1901. kraljicom nakon 37-godišnjeg čekanja. Kraljica Aleksandra umrla je 20. studenoga 1925.
8. Marija od Tecka (9. studenoga 1901. – 6. svibnja 1910.) — udala se za Jurja, vojvodu od Yorka 6. srpnja 1893. te je postala vojvotkinjom od Yorka; vojvotkinja od Cornwalla postala je pri usponu svojega svekra Edvarda VII. Britanskog na prijestolje 22. siječnja 1901.; princeza Walesa postala je 9. studenoga 1901.; kraljicom je postala pri usponu svojega muža Jurja V. na prijestolje 6. svibnja 1910. Nosila je naslove vojvotkinje od Yorka, princeze od Walesa, kraljice i carice i kraljice i carice udovice. Kraljica Marija umrla je 24. ožujka 1953.
9. Ledi Diana Frances Spencer (29. srpnja 1981. – 31. kolovoza 1997.) — Diana je bila prva žena Charlesa, princa od Walesa, za kojega se udala 29. srpnja 1981. Nakon svojega razvoda (28. kolovoza 1996.) od Charlesa izgubila je naslov "Kraljevske Visosti" i preuzela naslov Diane, princeze Walesa što joj je osobno ime iza kojeg joj slijedi naslov. Da se Diana ponovo udala, svaka uporaba naslova princeze Walesa trajno bi bila izgubljena.[2] Diana je umrla zbog posljedica ozljeda pretrpljenih u automobilskoj nesreći 31. kolovoza 1997.
10. Camilla Shand (2005. – danas) — Camilla je druga žena princa Charlesa, princa Walesa za kojeg se udala 9. travnja 2005. Iako je naslovljena kao princeza od Walesa, Camilla je prva princeza čiji je muž prethodno imao drugu suprugu poznatu kao princeza od Walesa. Camilla rabi naslov vojvotkinje Cornwalla ili Rothesayja zbog javnog mišljenja.[3]

Nekoliko princeza od Walesa postalo je kraljicama; one koje nisu općenito bi postale "udovne princeze od Walesa" nakon smrti svojih muževa. (Nakon poništenja braka Henrika VIII. i Katarine Aragonske, Katarina je službeno povratila svoju prijašnji naslov udovne princeze Walesa kao udovice Henrikova starijeg brata Artura, princa od Walesa jer Henrik nije htio priznati da je ikada legalno bio oženjen za nju.)
Prema načelu muškoga prvorođenja ili primogeniture koje je u uporabi u Ujedinjenom Kraljevstvu, kći, sestra ili druga rođakinja vladajućeg monarha može biti samo presumirana nasljednica (heir presumptive, za razliku od heir apparent) jer je uvijek (teoretski) moguće da monarh dobije nasljednika koji bi zamijenio svaku nasljednicu, pa čak i stariju sestru. U teoriji, žena može postati aparentna nasljednica u jednom slučaju: ako je bila bez brata i najstarije dijete umrlog (muškog)  prijestolonasljednika; do ove situacije, međutim, u povijesti Ujedinjenog Kraljevstva nikada nije došlo.
Postoje slučajevi kada monarh ili njegova žena odnosno njezin muž postanu prestari ili ako trpe neku drugu nemoć koja praktično priječi rođenje legitimnog nasljednika; u takvim slučajevima, žena može biti de facto prijestolonasljednica kao što je to bio slučaj tijekom vladavine Vilima IV. kada je nasljednicom bila njegova nećakinja princeza Viktorija. No zakon priznaje nesprječavanje za potencijalnu produkciju budućih nasljednika osim u slučaju smrti, pa je Viktorija postala legalna prijestolonasljednica sve dok nije preuzela prijestolje.

## Ostali naslovi princeze Walesa
Princeza Walesa samom činjenicom udaje za princa od Walesa preuzima ženske ekvivalente svih naslova svojega muža. Stoga žena princa od Walesa pri udaji preuzima sljedeće počasti i naslove - Njezina Kraljevska Visost princeza (muževo kršteno ime) Ujedinjene Kraljevine Velike Britanije i Sjeverne Irske, princeza od Walesa, vojvotkinja od Cornwalla, vojvotkinja od Rothesayja, grofica od Chestera, grofica od Carricka, barunica Renfrewa, gospa Otokâ i princeza Škotske.
Ako se princeza Walesa razvede, gubi naslov "Njezine kraljevske visosti", ali ostaje princezom od Walesa kao naslovom iz pristojnosti. Potonji naslov gubi ako se ponovo uda.
Od svih ovih naslova službeno se koristi samo princeza od Walesa zbog toga što nosi viši rang od dodatnih plemićkih naslova. No kao što se može vidjeti na primjeru sadašnje nositeljice, i supsidijarni naslov može se također rabiti legalno i bez proturječja.
Princeza je u Škotskoj također poznata kao vojvotkinja od Rothesayja kao što je i princ od Walesa ondje poznat kao vojvoda od Rothesayja jer je ovo vojvodstvo povijesno pripadalo nasljedniku škotskog prijestolja. Princeza od Walesa također nosi naslov vojvotkinje od Cornwalla i grofice Chestera jednako kao što je princ Walesa također vojvoda od Cornwalla i grof Chestera.